# Víctor Aurre
Víctor Aurre García (Baracaldo, Vizcaya, 19 de mayo de 1937) es un exfutbolista español que se desempeñaba como defensa.

## Clubes
| Club                         | País   | Año       |
| ---------------------------- | ------ | --------- |
| Club Atlético de Ceuta       | España | 1959-1960 |
| Barakaldo C. F.              | España | 1960-1961 |
| R. C. Deportivo de La Coruña | España | 1961-1968 |
| Racing Club de Ferrol        | España | 1968-1970 |
| Sestao Sport Club            | España | 1970-1972 |